# Токкари
То́ккари (фин. Tokkari) — деревня в Колтушском городском поселении Всеволожского района Ленинградской области.

## История
В корне топонима лежит финское «tokka» — стадо.
По мнению авторов краеведческой книги «Всеволожск» И. В. Венцеля и Н. Д. Солохина, деревня возникла ещё до Северной войны, во времена шведского владычества.
Как деревня Tokar она упоминается в наиболее старых из сохранившихся церковных регистрационных книгах Колтушского лютеранского прихода начиная с 1745 года.
Первые картографические упоминания о деревне можно найти на «карте окружности Санкт-Петербурга» 1810 года — деревня Токарева, и карте Санкт-Петербургской губернии Ф. Ф. Шуберта от 1834 года — деревня Токкари.

ТОККАРЬ — деревня принадлежит ротмистру Александру Чоглокову, жителей 16 м. п., 14 ж. п. (1838 год)

В пояснительном тексте к этнографической карте Санкт-Петербургской губернии П. И. Кёппена 1849 года она записана как деревня Tokkari (Токкарь), а также указано количество её жителей на 1848 год: савакотов — 21 м. п., 34 ж. п., финляндских карелов — 10 м. п., 11 ж. п., всего 76 человек.

ТОНКАРЕВА — деревня г. Чоглокова, по просёлкам, дворов — 7, жителей — 20 м. п. (1856 год)

Число жителей деревни по X ревизии 1857 года: 22 м. п., 30 ж. п..
В 1860 году в деревне было 10 дворов.

ТОККАРИ (ТОКАРЕВО) — деревня владельческая при колодцах; 9 дворов, жителей 32 м. п., 29 ж. п. (1862 год)

Согласно подворной переписи 1882 года в деревне проживали 10 семей, число жителей: 37 м. п., 38 ж. п., все лютеране, разряд крестьян — собственники, а также пришлого населения 7 семей, в них: 19 м. п., 15 ж. п., все лютеране.

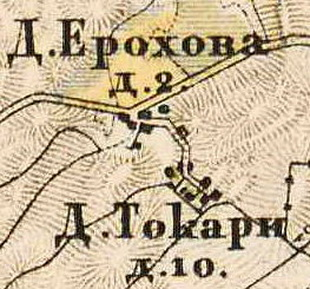
План деревни Токкари. 1885 год

В 1885 году деревня насчитывала 10 дворов. По данным Материалов по статистике народного хозяйства в Шлиссельбургском уезде 1885 года, 10 крестьянских дворов в деревне (или 100 % всех дворов), занимались молочным животноводством, 1 крестьянский двор выращивал на продажу смородину и яблоки.
В 1893 году, согласно карте Шлиссельбургского уезда, деревня Токкари насчитывала 9 крестьянских дворов.

ТОККАРИ — деревня на земле Янинского сельского общества, при проселочной дороге 11 дворов, 45 м. п., 42 ж. п., всего 87 чел.

ЛАММИ — поселок, имение Ильиных у деревни Токари у о. Токаревского (оно же Ламми) 8 дворов, 24 м. п., 20 ж. п., всего 44 чел. (1896 год)

В конце XIX — начале XX века деревня административно относилась к Колтушской волости 2-го стана Шлиссельбургского уезда Санкт-Петербургской губернии. Население деревни было однородным — финским.
В 1909 году в деревне было 9 дворов. 
Согласно регистрационным книгам Колтушского лютеранского прихода 1905—1929 годов деревня называлась Токкарево. Часть населения деревни составляли переселенцы и потомки переселенцев из Финляндии, так называемые «финляндские карелы».

ТОККАРИ — деревня Борского сельсовета Ленинской волости, 35 хозяйств, 173 души.

Из них: финнов-ингерманландцев — 26 хозяйств, 139 душ; финнов-суоми — 9 хозяйств, 34 души; (1926 год)

По административным данным 1933 года деревня Токкари относилась к Колтушскому финскому национальному сельсовету.
В 1938 году население деревни составляло 207 человек, все финны.

ТОКАРИ — деревня Колтушского сельсовета, 219 чел. (1939 год)

Среди участников Всесоюзной сельскохозяйственной выставки 1939 года был и колхоз «Токкари», представлял его колхозник И. Паянен. За успехи в труде колхоз был награждён дипломом второй степени, премией в пять тысяч рублей и мотоциклом.

План деревни Токкари. 1939 год

В 1940 году деревня насчитывала 25 дворов.
В 1942 году финское население деревни Токкари было полностью депортировано.
В 1958 году население деревни составляло 157 человек.
По данным 1966, 1973 и 1990 годов деревня Токкари входила в состав Колтушского сельсовета.
В 1997 году в деревне проживали 29 человек, в 2002 году — 28 человек (русских — 100 %), в 2007 году — 22.

## География
Деревня расположена в юго-западной части района на автодороге 41К-078 (Санкт-Петербург — Всеволожск).
Расстояние до административного центра поселения — 1 км.
Деревня находится на Колтушской возвышенности, на западе граничит с деревней Хирвости, на юге с селом Павлово.

## Демография
| 1862 | 2007 | 2010 | 2017 |
| ---- | ---- | ---- | ---- |
| 61   | ↘22  | ↗64  | ↗231 |

Национальный состав
Согласно данным Всероссийской переписи населения 2021 года в деревне проживали 317 человек, из них:
 русские — 308, узбеки — 3, осетины — 2, татары — 2, немцы — 1, другие национальности — 1 человек.

## Административное подчинение
- с 1 марта 1917 года — в Хирвостском сельсовете Колтушской волости Шлиссельбургского уезда.
- с 1 февраля 1923 года — в Хирвостском сельсовете Ленинской волости Ленинградского уезда.
- с 1 февраля 1924 года — в Борском сельсовете.
- с 1 августа 1927 года — в Борском сельсовете Ленинского района Ленинградского округа.
- с 1 ноября 1928 года — в Колтушском сельсовете.
- с 1 июля 1930 года — в Каннистском сельсовете Ленинградского Пригородного района.
- с 1 августа 1936 года — в Колтушском сельсовете Всеволожского района[31].

## Транспорт
Жители деревни пользуются автобусной остановкой «Дорога в Токкари», на которой останавливается автобус № 531.

## Инфраструктура
В деревне находится специализированная детско-юношеская спортивная школа по конному спорту и современному пятиборью, II корпус института физиологии им И. П. Павлова, ранее находилась пилорама.
Деревня закреплена за МОУ «Колтушская средняя общеобразовательная школа им. ак. И. П. Павлова».
Через деревню проходит ЛЭП напряжением 110 киловольт Павлово (ПС 294) — Старая.

## Интересные факты
- На северной окраине деревни находится ценный природоохранный объект — бессточная термокарстовая котловина, простирающаяся до деревни Орово, место произрастания орхидей[42].
- В Приозерском районе Ленинградской области существовала ещё одна деревня Токкари, но 1949 году она стала частью деревни Иваново[43][44].
- В Подпорожском районе Ленинградской области, существует посёлок Токари и железнодорожная станция Токари.

## Известные уроженцы
- Юхана Стрём (фин. Juhana Ström) — ингерманландский поэт и рунопевец. Его стихи публиковались в финских и русских газетах и журналах XIX века, издававшихся в Санкт-Петербурге[45].
- Ирья Нисканен (1932) — лиценциат физико-математических наук, декан Карельского государственного педагогического института (1958—1996)[46].

## Фото

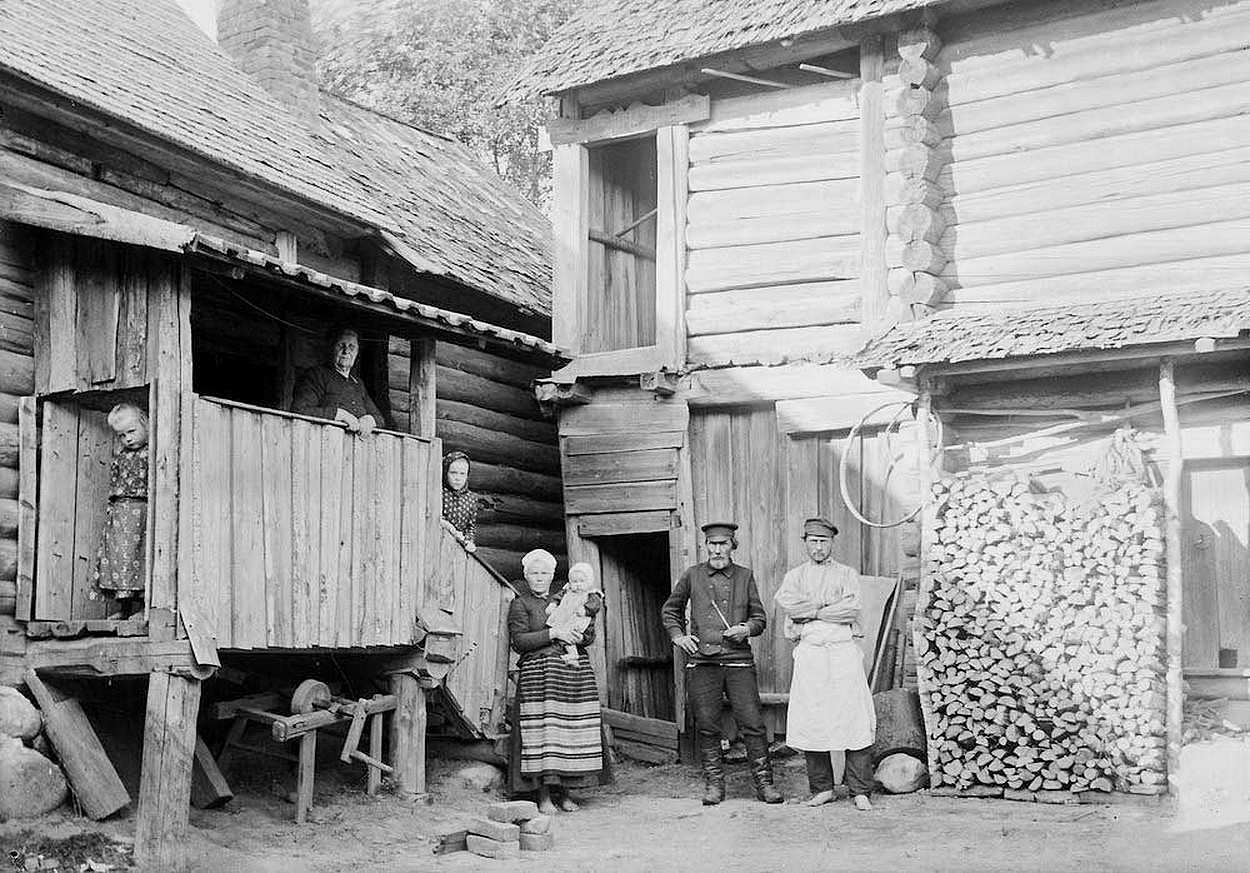
Деревня Токкари. 1911 год
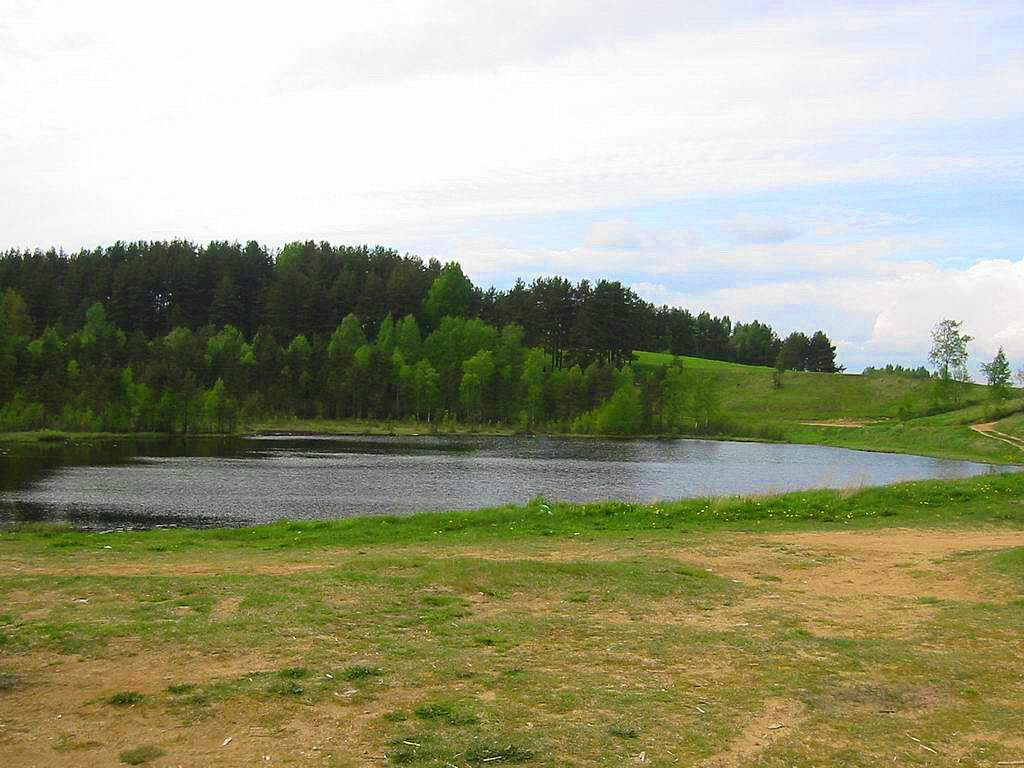
Бессточное озеро у деревни Токкари. 2006 год

## Улицы
Верхняя, Деревенская, Крутой переулок, Лесная, Манежная, Озёрная, Производственная зона, Счастливая, Центральная, Яблоневая.